# Amazonisca
Amazonisca is een geslacht van vliesvleugeligen uit de familie Pteromalidae. De wetenschappelijke naam van dit geslacht is voor het eerst geldig gepubliceerd in 1959 door Hedqvist.

## Soorten
Het geslacht Amazonisca is monotypisch en omvat slechts de volgende soort:
- Amazonisca batesi Hedqvist, 1959